# The Impossibles
The Impossibles o Los Imposibles (en tailandés: ดิ อิ ม พอ ส ซิ เบิ้ ล) fue un grupo musical de Tailandia, la banda se mantuvo activo en la década de los años 1970.

## Historia
El grupo fue conocido también por sus covers de canciones del género rock al estilo occidental. Fue una de las bandas de género, pop en cubrir las canciones en idioma inglés y fue la primera banda de rock de Tailandia para grabar un álbum en inglés en idioma extranjero, durante una gira por Europa.
Además del rock y el pop, el sonido de la banda con frecuencia cruzaron entre el funk, R & B, country y folk. Por ejemplo se hizo dos versiones de Kool and the Gang, los temas ("Give It Up" y love the life you live) en su álbum de 1975" de Hot Pepper, una grabación de todas las letras en inglés. La banda también actuó en películas tailandesas.
Aunque la banda se separó en 1977, con frecuencia han realizado shows de reunión en los últimos años, y sus miembros siguen activos en el negocio de la música de Tailandia.

## Miembros
- Setha "Toy" Sirichaya - Lead vocals guitarra
- Vinai Phanturak - Voz y guitarra acústica de plomo, saxofón
- Pichai Thongniem -  Bajo
- Anusorn Pathanakul - Batería
- Pracheen Songpao -  teclado
- Sitthiporn Amornphan - Guitarra solista
- Rewat Buddhinan - Voz, percusión